# Trieb
Le Trieb est une rivière de Saxe, en Allemagne, et un affluent de droite de l’Elster Blanche.